# La Sagrera
La Sagrera este un cartier din districtul 9, Sant Andreu, al orasului Barcelona.